# Kanai Takashi
Kanai Takashi (金井 貢史 Kanai Takashi, sinh ngày 5 tháng 2 năm 1990 ở Yokohama) là một cầu thủ bóng đá người Nhật Bản thi đấu cho Yokohama F. Marinos.

## Thống kê sự nghiệp

### Câu lạc bộ
Cập nhật đến ngày 2 tháng 1 năm 2018.
| Câu lạc bộ                | Mùa giải            | Giải vô địch | Giải vô địch | Cúp1    | Cúp1      | Cúp Liên đoàn2 | Cúp Liên đoàn2 | Tổng    | Tổng      |
| Câu lạc bộ                | Mùa giải            | Số trận      | Bàn thắng    | Số trận | Bàn thắng | Số trận        | Bàn thắng      | Số trận | Bàn thắng |
| ------------------------- | ------------------- | ------------ | ------------ | ------- | --------- | -------------- | -------------- | ------- | --------- |
| Yokohama F. Marinos       | 2008                | 5            | 0            | 0       | 0         | 1              | 0              | 6       | 0         |
| Yokohama F. Marinos       | 2009                | 9            | 0            | 0       | 0         | 0              | 0              | 9       | 0         |
| Yokohama F. Marinos       | 2010                | 8            | 0            | 2       | 0         | 5              | 1              | 15      | 1         |
| Yokohama F. Marinos       | 2011                | 21           | 0            | 4       | 0         | 3              | 0              | 28      | 0         |
| Yokohama F. Marinos       | 2012                | 16           | 1            | 2       | 0         | 3              | 1              | 21      | 2         |
| Tổng                      | Tổng                | 59           | 1            | 8       | 0         | 12             | 2              | 79      | 3         |
| Sagan Tosu                | 2013                | 15           | 2            | 5       | 2         | 5              | 1              | 25      | 5         |
| Sagan Tosu                | 2014                | 7            | 0            | 2       | 1         | 4              | 0              | 13      | 1         |
| Tổng                      | Tổng                | 22           | 2            | 7       | 3         | 9              | 1              | 38      | 6         |
| JEF United Ichihara Chiba | 2015                | 35           | 5            | 2       | 0         | –              | –              | 37      | 5         |
| Tổng                      | Tổng                | 35           | 5            | 2       | 0         | –              | –              | 37      | 5         |
| Yokohama F. Marinos       | 2016                | 17           | 0            | 5       | 0         | 7              | 1              | 29      | 1         |
| Yokohama F. Marinos       | 2017                | 21           | 2            | 1       | 0         | 0              | 0              | 22      | 2         |
| Yokohama F. Marinos       | 2018                | 0            | 0            | 0       | 0         | 0              | 0              | 0       | 0         |
| Tổng                      | Tổng                | 38           | 2            | 6       | 0         | 7              | 1              | 51      | 3         |
| Tổng cộng sự nghiệp       | Tổng cộng sự nghiệp | 154          | 10           | 23      | 3         | 28             | 4              | 205     | 17        |

1Bao gồm Cúp Hoàng đế Nhật Bản.
2Bao gồm J. League Cup.

## Giải thưởng và danh hiệu

### Nhật Bản
- Giải vô địch bóng đá U-17 châu Á (1): 2006